# Šmihel, Laško
Šmihel este o localitate din comuna Laško, Slovenia, cu o populație de 56 de locuitori.